# Qinghai
Qinghai (en chino, 青海; pinyin, Qīnghǎiⓘ; transcripción antigua, Tsinghai) es una provincia sin salida al mar en el noroeste de la República Popular China. Es la cuarta provincia en superficie y sin embargo ocupa el puesto 30 (de un total de 33 provincias) en cuanto a población. Su capital y ciudad de mayor tamaño es Xining.
Qinghai limita con Gansú al noreste, Xinjiang al noroeste, Sichuán al sureste y el Tíbet al suroeste. Un área al noroeste de la provincia de Qinghai se estableció de 1928 a 1949 bajo el período de la República de China durante el cual el área fue gobernada por caudillos musulmanes chinos conocidos como la Camarilla Ma. Su nombre hace referencia al lago Qinghai, el más grande de China. El lago se conoce como Tso ngon en tibetano y Kokonor en inglés, derivado del nombre oirat para el lago. Tanto Tso ngon como Kokonor son nombres que se encuentran en documentos históricos para denominar también a la región entera.
Ubicada principalmente en la meseta tibetana, la provincia ha estado habitada durante mucho tiempo por varios pueblos, incluidos los tibetanos, los mongoles, los chinos han, los hui, los monguor y los salar. Según los informes del censo de 2021, los tibetanos constituyen una quinta parte de la población de Qinghai y los hui componen aproximadamente una sexta parte de la población. Hay más de treinta y siete grupos étnicos reconocidos en la población de Qinghai y las minorías nacionales representan un total del 45,5 % de la población.
El área de Qinghai fue controlada por el Imperio Qing alrededor de 1724, después de la derrota de los mongoles khoshut, quienes gestionaban la mayor parte del área que ahora es Qinghai. Después del derrocamiento del emperador Qing en 1912, Qinghai quedó bajo el control del señor de la guerra musulmán chino Ma Qi hasta que la Expedición al Norte de la República de China consolidó el control central en 1928. En el mismo año, el Gobierno nacionalista estableció la provincia de Qinghai, con Xining como capital.

## Historia
Durante la Edad del Bronce, en Qinghai se desarrolló la cultura kayue. Se trataba de un grupo diverso de tribus nómadas, estrechamente relacionadas con otros pueblos del Asia Central, que tradicionalmente se ganaban la vida con la agricultura y la ganadería. La parte oriental del área de Qinghai estuvo bajo el control de la dinastía Han hace unos 2 000 años. Fue un campo de batalla durante la dinastía Tang y las posteriores dinastías chinas cuando lucharon contra sucesivas tribus tibetanas.
A mediados del siglo III d. C., los pueblos nómadas relacionados con el Xianbei mongólico emigraron a pastizales alrededor del lago Qinghai (Koko Nur) y establecieron el reino tuyuhun.
En el siglo VII, el reino tuyuhun fue atacado tanto por el Imperio tibetano como por la dinastía Tang, ya que ambos buscaban el control de las rutas comerciales de la Ruta de la Seda. El rey tibetano Songsten Gampo salió victorioso y asentó el área alrededor de Tso ngon (lago Go o lago Kokonor). Los conflictos militares habían debilitado gravemente el reino de tuhuyun y se incorporó al Imperio tibetano. El Imperio tibetano continuó expandiéndose más allá de Tso ngon durante los reinados de Trisong Detsen y Ralpachen y el imperio controló vastas áreas al norte y al este de Tso ngon hasta 848, que incluían a Xian.
Después de la desintegración del Imperio tibetano, surgieron pequeñas facciones locales, algunas bajo la autoridad titular de China. La dinastía Song derrotó al reino tibetano de Kokonor en la década de 1070. Durante el gobierno administrativo del Tíbet de la dinastía Yuan mongol, la región comprendía las cabeceras de los ríos Amarillo y Yangtsé ya que las dinastías Yuan y Qing deliberadamente incluyeron las cabeceras de los dos ríos en divisiones administrativas diferentes del Tíbet central.
La mayor parte de Qinghai estuvo por un periodo breve bajo el control de la dinastía Ming temprana, pero luego pasó gradualmente a poder del kanato de Khoshut fundado por los oirates.[cita requerida] El condado autónomo de Xunhua es donde vive la mayoría de la gente salar en Qinghai. Los salar probablemente descienden de musulmanes que emigraron a Qinghai desde Samarcanda durante la dinastía Ming. El jefe de los cuatro clanes superiores de los salar en esta época era Han Pao-yuan y los Ming le concedieron el puesto de centurión. La gente de sus cuatro clanes tomó a Han como su apellido. El otro jefe Han Shan-pa de los cuatro clanes menores de los salar obtuvo el mismo cargo de los Ming y sus clanes fueron los que tomaron Ma como apellido.[cita requerida]
De 1640 a 1724, una gran parte del área que ahora es Qinghai estuvo bajo el control de los mongoles Khoshut, pero en 1724 fue conquistada por los ejércitos de la dinastía Qing. Xining, la capital de la moderna provincia de Qinghai, comenzó a funcionar como centro administrativo, aunque la ciudad en sí era entonces parte de la provincia de Gansu dentro del "distrito fronterizo tibetano". En 1724, Nian Gengyao propuso trece artículos para el gobierno efectivo de Qinghai (chino: 青海 善后 事宜 十三 条) y el gobierno central lo adoptó para obtener el control completo de Qinghai.
Durante el gobierno de la dinastía Qing, el gobernador era virrey del emperador, pero los grupos étnicos locales disfrutaban de mucha autonomía. Muchos jefes conservaron su autoridad tradicional, participando en las administraciones locales. La revuelta dungan (1862-1877)  devastó la población musulmana hui de Shaanxi, desplazando el centro de población hui a Gansu y Qinghai. Otra revuelta de los dunganes estalló en Qinghai en 1895 cuando varios grupos étnicos musulmanes en Qinghai y Gansu se rebelaron contra los Qing. Tras el derrocamiento de la dinastía Qing en 1911, la región quedó bajo el control del señor de la guerra musulmán chino Ma Qi hasta que la Expedición del Norte de la República de China consolidó el control central en 1928.
En julio-agosto de 1912, el general Ma Fuxiang fue "director ejecutivo interino de Kokonur" (gobernador de facto de la región que más tarde se convirtió en Qinghai). En 1928, se creó la provincia de Qinghai. El señor de la guerra musulmán y general Ma Qi se convirtió en gobernador militar de Qinghai, seguido por su hermano Ma Lin y luego el hijo de Ma Qi, Ma Bufang. En 1932, el Tíbet invadió Qinghai, intentando capturar partes del sur de la provincia de Qinghai, tras la disputa en Yushu, Qinghai, sobre un monasterio en 1932. El ejército de Ma Bufang derrotó a los ejércitos tibetanos. El gobernador de Qinghai Ma Bufang fue descrito como socialista por el periodista estadounidense John Roderick y amistoso en comparación con los otros señores de la guerra de la Camarilla Ma. Se informó que Ma Bufang estaba de buen humor y jovial en contraste con el reinado brutal de Ma Hongkui.[cita requerida] La mayor parte del este de China fue devastada por la segunda guerra sino-japonesa y la guerra civil china, por el contrario, Qinghai estaba relativamente intacta.
Ma Bufang aumentó la prominencia del pueblo hui y salar en la política de Qinghai al reclutar en gran medida a su ejército a gente de los condados en los que predominaban esos grupos étnicos. El general Ma inició un proyecto de industrialización dirigido y controlado por el Estado, creando directamente proyectos educativos, médicos, agrícolas y de saneamiento, gestionados o asistidos por el Estado. El Estado proporcionó dinero para alimentos y uniformes en todas las escuelas, estatales o privadas. Se construyeron carreteras y un teatro. El Estado controlaba toda la prensa, no se permitía libertad alguna a los periodistas independientes.

## Toponimia
Etimológicamente, el nombre deriva del mongol lago azul (Köke Naɣur) al chino: "mar verde" Qing (青 verde) y Hai (海 mar). 
La zona del lago fue tradicionalmente una zona fronteriza entre los pueblos mongoles y tibetanos, por lo que el lago fue conocido en Occidente por su nombre de origen mongol Kokonor. En mongol moderno, este nombre se escribe Хөх нуур (Höhnuur) y significa lago azul. Las versiones tibetana y manchú del nombre tienen el mismo significado

## Población
| Religiones en Qinghai                                                                                      |
| --- |
| |
| Budismo, Religión tradicional china (incluido el Taoísmo), Bön y población no religiosa Islam Cristianismo |

En la provincia existen más de 37 grupos étnicos entre la población, conformada por 5.2 millones de habitantes. La diversidad demográfica es similar a Gansu. La mayor parte de la población es de la etnia han, quienes representan el 45.5% de la población. La etnia tibetana representa el 20.7%, los hui son el 16%, mientras que los tu (monguor), mongol y salar les continúan en proporción. También hay una presencia importante de miembros de las etnias hui y kazaja.
En las ciudades de Xining, Haidong, Delingha, Golmud y en el noreste de la provincia hay una mayor presencia de la etnia han. Mientras tanto, los hui se concentran en Xining, Haidong, el condado de Minhe, el condado de Hualong y el condado de Datong. Los pobladores tu predomina en el condado de Huzhu y los salars en el condado de Xunhua; Los tibetanos y los mongoles se distribuyen escasamente en la parte occidental rural de la provincia.
A partir de 1949, la provincia se convirtió en lugar de encarcelamiento de gran número de prisioneros, muchos de ellos políticos, entre los que se encontraban destacados miembros del Kuomintang o participantes en la Revolución Cultural.

### Religión
Las religiones predominantes en Qinghai son las religiones populares chinas (incluidas las tradiciones taoístas y el confucianismo). El budismo chino también está presente entre los chinos Han. La mayor parte de la población tibetana practica las escuelas tibetanas de budismo o la religión tradicional tibetana Bön, mientras que los chinos hui practican el islam. El cristianismo es la religión del 0,76% de la población de la provincia según la Encuesta Social General China de 2004. Según una encuesta de 2010, el 17,51 % de la población de Qinghai sigue el islam.
Desde septiembre de 1848, la ciudad fue sede de un breve vicariato apostólico católico latino de Koko Nor, pero fue suprimida en 1861. No se registra ningún titular.

## Terremotos en Qinghai
El 13 de abril de 2010 un terremoto sacudió la provincia noroccidental de Qinghai, con 7.1 grados en la escala Ritcher provocó 1.944 muertos.

## Economía
Las industrias principales de la región son las dedicadas a la extracción de gas natural y petróleo. Existen también depósitos de sosa, bórax y bromo. En la zona hay más de 30 lagos salados que producen más de 70.000 millones de toneladas de sal al año. La agricultura está poco desarrollada, al contrario de la ganadería. Más del 50% del territorio de la provincia está destinada a pastos. En Qinghai se crían yaks, caballos y ovejas.

## Clima
El clima de la región es extremo, con inviernos terriblemente fríos  y veranos muy calurosos, y con pocas precipitaciones. La provincia es una elevada meseta, con una altura media de 3000 m s. n. m., rodeada de altas montañas. En realidad, la provincia es una prolongación geográfica del Tíbet. De hecho, perteneció a la provincia de Amdo en el Tíbet hasta el año 1928. En Qinghai nacen los ríos Amarillo, Yangzi y Lancang (Mekong).

## División Administrativa
La provincia de Qinghái está dividida administrativamente en 1 prefectura, 1 Ciudad-prefectura, y 6 prefecturas autónomas:
| División administrativa de Qinghai | #        | Nombre               | Carácter                        | Pinyin              | Sede |
| ---------------------------------- | -------- | -------------------- | ------------------------------- | ------------------- | ---- |
|                                    |          |                      |                                 |                     |      |
| Ciudad-prefectura                  |          |                      |                                 |                     |      |
| 3                                  | Xining   | 西宁市               | Xīníng Shì                      | Distrito Chengzhong |      |
| Prefectura                         |          |                      |                                 |                     |      |
| 4                                  | Haidong  | 海东地区             | Hǎidōng Dìqū                    | Condado Ping'an     |      |
| Ciudad prefectura autónoma         |          |                      |                                 |                     |      |
| 1                                  | Haixi    | 海西蒙古族藏族自治州 | Hǎixī Měnggǔzú Zàngzú Zìzhìzhōu | Delingha            |      |
| 2                                  | Haibei   | 海北藏族自治州       | Hǎiběi Zàngzú Zìzhìzhōu         | Condado Haiyan      |      |
| 5                                  | Hainan   | 海南藏族自治州       | Hǎinán Zàngzú Zìzhìzhōu         | Condado Gonghe      |      |
| 6                                  | Huangnan | 黄南藏族自治州       | Huángnán Zàngzú Zìzhìzhōu       | Condado Tongren     |      |
| 7                                  | Yushu    | 玉树藏族自治州       | Yùshù Zàngzú Zìzhìzhōu          | Condado Yushu       |      |
| 8                                  | Golog    | 果洛藏族自治州       | Guǒluò Zàngzú Zìzhìzhōu         | Condado Maqên       |      |

Todos estos son a su vez divididos en cuatro distritos, dos ciudades nivel condado, treinta condados, y siete condados autónomos.